# Український католицький собор Святої Родини в еміграції
Катедральний храм Пресвятої Родини в Лондоні знаходиться на місці протестантської церкви «King's Weigh House Chapel», побудованої у 1889-91 роках і відновленої в 1953 році. У 1968 році будівля стала власністю Української католицької Церкви у Великій Британії і почала служити катедральним собором Пресвятої Родини. Храм пристосований до візантійської традиції, встановлено іконостас.
Собор названий на честь Святої Родини.

## Історія
З кінця XIX століття до Великої Британії прибували емігранти із Західної України, які селилися в основному в районі Манчестера і Лондона. Після Другої світової війни число українських емігрантів значно збільшилася. Спочатку українські греко-католики, що проживали у Великій Британії, підпорядковувалися латинським ієрархам. У 1948 році для них стали проводитися богослужіння візантійського обряду в церкві Христа Царя в Ковентрі, пізніше їм була передана церква святої Єлизавети в Фолешілле.
10 червня 1957 Римський папа Пій XII видав буллу Quia Christus, якою заснував апостольський екзархат Англії і Уельсу для вірних Української греко-католицької церкви. 5 березня 1967 року юрисдикція екзархату поширилася на Шотландію. 12 травня 1968 року Конгрегація Східних Церков випустила декрет Apostolica Constitutione, який поширив юрисдикцію апостольського екзархату Великої Британії на всю територію Великої Британії.
18 січня 2013 року Папа Римський Бенедикт XVI звів апостольський екзархат УГКЦ у Великій Британії в ранг єпархії під назвою Лондонська єпархія Святого Сімейства для українців візантійського обряду. Першим правлячим єпископом єпархії став Гліб Лончина (з 2 червня 2009 року він був апостольським адміністратором екзархату у Великій Британії, а з 14 червня 2011 року — апостольським екзархом).
Богослужіння проводяться українською та англійською мовами.

## Галерея

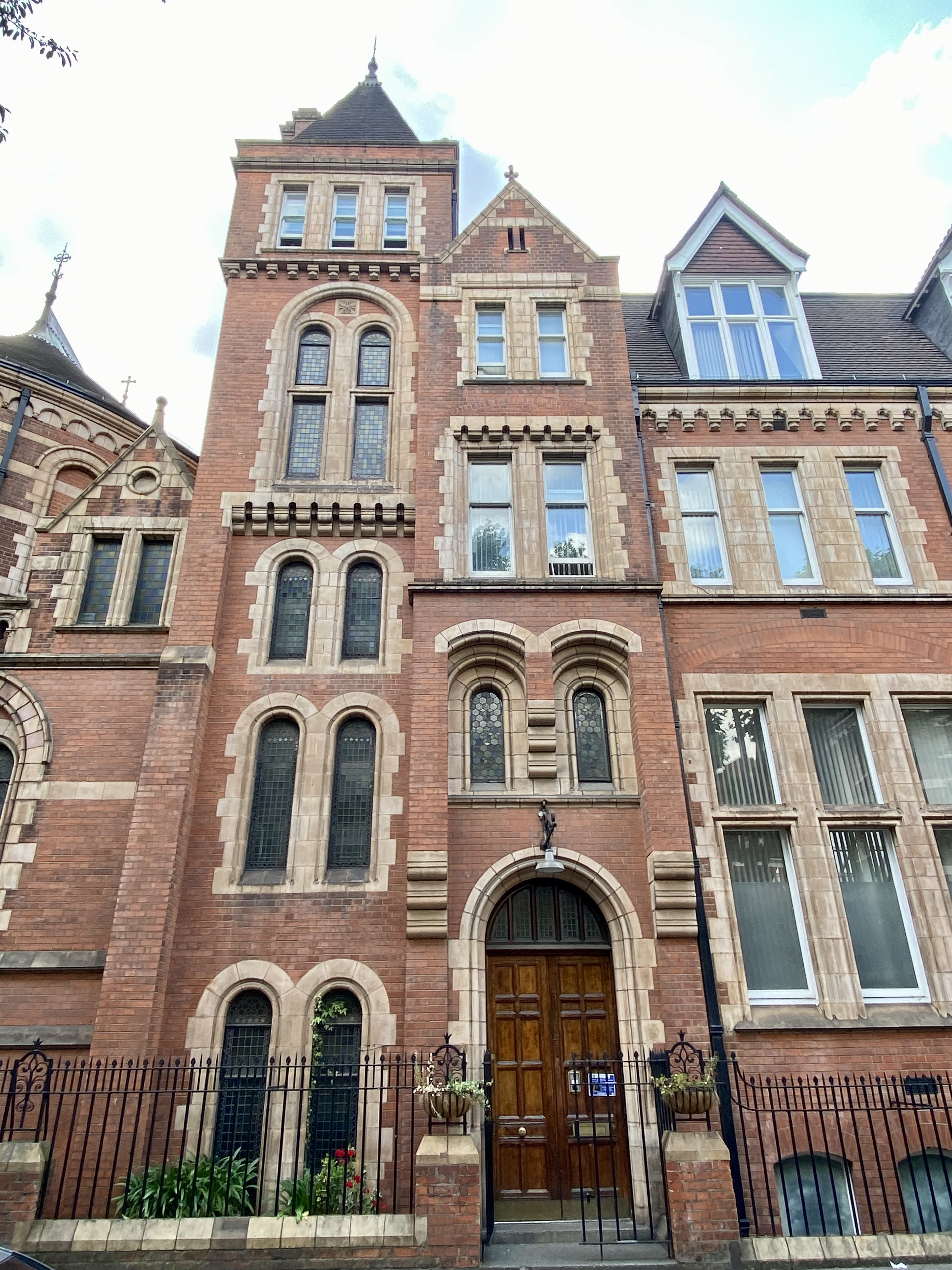
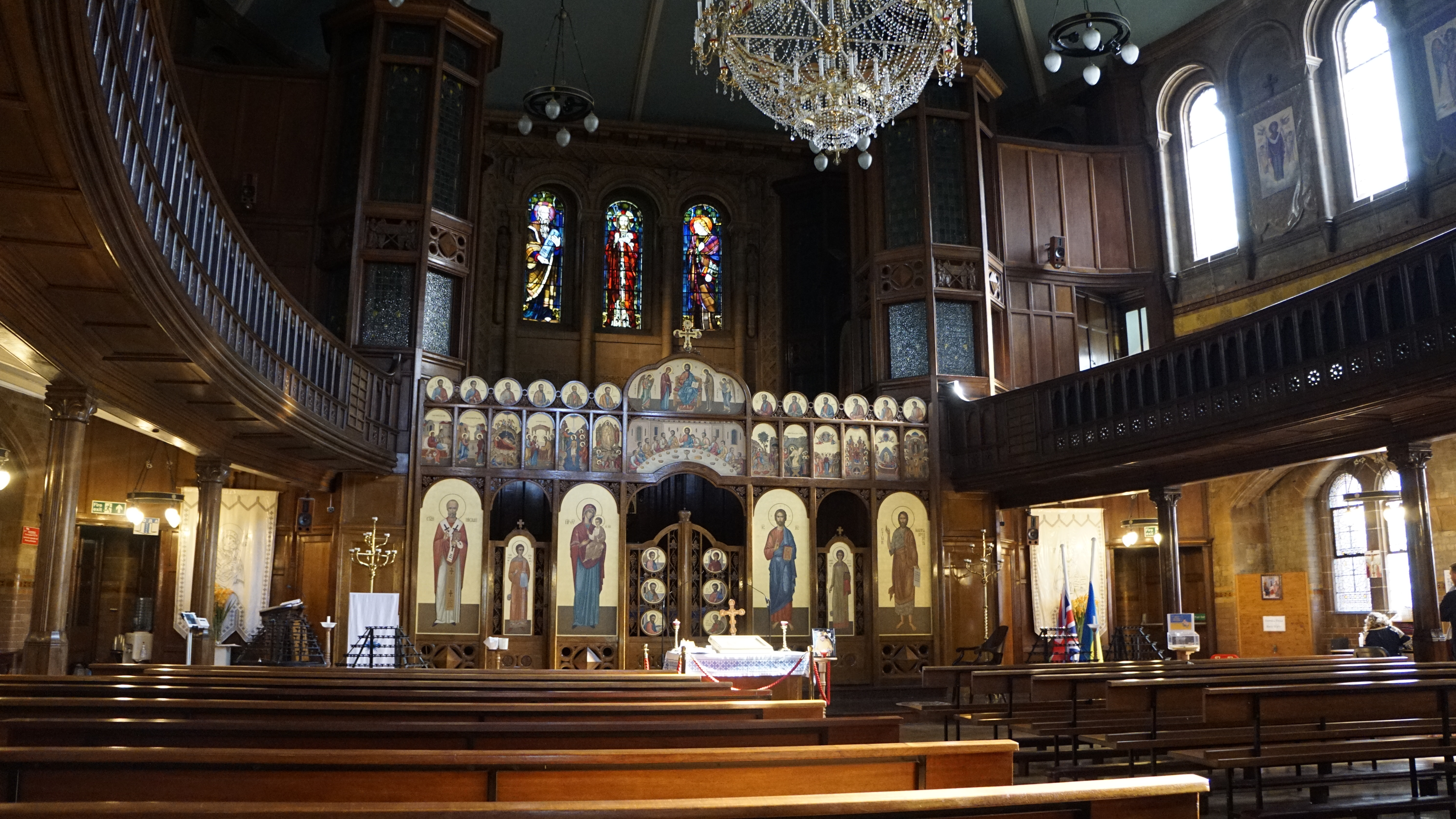